# 衝突安全ボディー (劇団)
衝突安全ボディー（しょうとつあんぜんぼでぃー）は、かつて存在した日本の劇団である。2007年に「Func A ScamperS 009」と改名した。

## 概要
2000年2月某大学演劇専攻の学生を中心とし、三浦香の呼びかけにより結成される。
同年5月に旗揚げ公演「リセットボタン」を上演、在学中年1回の公演活動を行う。
独特な笑いあふれるエンターテインメント性を持ち、誰もが気軽にそして単純に観て楽しめる演劇を目指す。

## 主なメンバー
- 三浦香（主宰・脚本・演出・役者）
- 塚本淳也（役者）
- 高橋悠（役者）
- 澤谷未来（役者）
- 加古臨王（役者）
- 露木一博（役者）
- 井上優（役者）
- 高橋ゆうこ（役者）
- 大橋美紀（役者）
- 親泊義朗（役者）
- 大久保ちか（役者）

## 公演一覧
- 2000.05.05 - 06 vol.1 「リセットボタン」(アートスペースプロット)
- 2001.04.14 - 15 vol.2 「祭りのように」(キッドアイラックホール)
- 2002.03.30 - 31 vol.3 「拍子はずれな微笑みを」(アドリブ小劇場)
- 2002.11.21 - 24 vol.4 「ベンチウォーマーズ」(スタジオはるか)
- 2003.04.29 - 30 第7回くりっくフリーステージ演劇部門 「ベンチウォーマーズ」(シアタートラム)
- 2003.07.19 - 21 vol.5 「ビリガキ」(スタジオはるか)
- 2003.10.23 - 26 vol.6 「サヨナラ」(ウエストエンドスタジオ)
- 2004.03.03・05 若手演出家コンクール2003 「ゲラーッ！！」(下北沢「劇」小劇場)
  - 作・演出部門 優秀賞受賞
- 2004.11.12 - 16 vol.7 「スピードボール」(ウエストエンドスタジオ)
- 2005.04.24 パルテノン多摩小劇場フェスティバル2005 「サヨナラ」(パルテノン多摩小ホール)
  - ベストスタッフワーク賞受賞
- 2005.10.06 - 10 vol.8 「GYOZIN軍byネーチャー」(シアターモリエール)
- 2006.05.05 - 09 vol.9 「スーパーヒーローイズム」(シアターグリーン エリア171 ※現：BOX in BOX THEATER)